# إيوردان كيميت
كان إيوردان كيميت (18 نوفمبر 1924-23 مايو 2006) شاعرًا، وكاتبًا للأطفال، وكاتب مقالات رومانيًا، استلهم أعماله من السريالية والأونيرية. اشتهر أيضًا ككاتب للمذكرات، والمسرح، وناقد فني وسينمائي، وناشر كتب ومترجم. اضطهد النظام الشيوعي كيميت بسبب معارضته له بشكل خاص، وللشمولية بشكل عام، وعاش معظم حياته في غموض. جعلته خبرته كموظف في الجمعية التعاونية سينتروكوب أيضًا من أوائل كاتبي الإعلانات المحترفين في بلاده.
لاقت القصائد والأعمال الخيالية والحكايات الخرافية التي ألفها استحسانًا لأسلوبها المتميز، وذلك على الرغم من تجاهلها محليًا بشكل كبير عند نشرها، واعتبرها العديد فريدة في الأدب الروماني. استكشفوا موضوعات البراءة والكآبة، واعتبروا أنفسهم مكانًا للدعوة السرية للعصيان. كان كيميت أيضًا مؤلفًا لمقالات نقدية عن دراسات أمريكا اللاتينية والثقافة الغربية أو الشعبية، وناشر مختارات أدبية عن بعض الموضوعات الرئيسية في المجتمع الروماني. جمع كيميت أيضًا ونشر مواد عن حياة وإرث الكاتب المسرحي ميخائيل سيباستيان، وكذلك عن تاريخ الطليعية الرومانية.
بنى كيميت صداقة طويلة الأمد مع جورج أورسو، المنشق الذي قُتل على يد الشرطة السرية الرومانية في عام 1985، ومع مؤلف الخيال العلمي كاميل باسيو. كان أيضًا صديقًا للكاتب الألماني ميشائيل إنده والشاعر اليوناني أوديسو إليتيس، الذي ظل على اتصال به على الرغم من الصعوبات التي فرضها سكنهما على جانبين مختلفين من الستار الحديدي.

## المساهمات الأدبية

### الأسلوب والعقيدة الأدبية
استلهم كيميت أعماله من السريالية، وكان ممثلًا لجيل الحرب العالمية الثانية في الأدب الروماني، ووُضِعت مناهضته للشمولية فيما يتعلق بتربيته في مدينة متعددة الثقافات. اقترح بول سيرنات أن كيميت كان يشبه أعضاء التيار الأونيري، الذين خلطوا أيضًا بين الرسائل التخريبية والصور المستوحاة من السريالية، وخاصة ممثليه ليونيد ديموف وإميل برومارو في بعض النواحي. صقل كيميت الطليعية مثل صديقه جورج أورسو، وكان مهتمًا بكتابات أسلافه مثل أورموز، وغيراسم لوكا وتريستان تزارا، بالإضافة إلى كتابات معاصره السريالي جيلو ناوم. حرر كيميت في عام 1999 إحدى المجموعات الأولى للطليعية الرومانية، مع استعارة عنوانها من أورموز: يبدو أنها حدثت مرة واحدة، فبعض المؤرخين تنقصهم السراويل الفضفاضة. حاول كيميت تكرار تجربة مؤلفي فترة ما بين الحربين العالميتين، الذين قال عنهم بأنهم مارسوا «الفن كممارسة في التقدير، وكتعبير عن الحب، وكمظهر من مظاهر تضامن الفنان مع الكائنات التي نسيها التاريخ».
أدت مشاركته النشطة والحازمة في نفس الوقت في المقاومة الثقافية إلى تشبيه العديد من المؤلفين له بدون كيخوتي، وهو شخصية الهيدالغو التي صممها ميغيل دي ثيربانتس. نُظِر إلى كيميت كشخص منعزل وبدائي، فضاعف نقده السياسي مع اهتمامه الشديد بالموضوعات المتعلقة بالخيال، بما في ذلك الأساطير، والسحر، والكيمياء، وعلم الشياطين، وتضمن جزء من عمله كناقد أدبي تتبع هذه التأثيرات على الثقافة الشعبية والفن الفطري، وكذلك في الخيال العلمي ومجالات أخرى من الأعمال المكتوبة المرفوضة لعدم أدبيتها. قالت صديقته الكاتبة مونيكا غيو: إن أسلوب كيميت كان بمثابة «مرآة مثبتة أمام العقل الباطن للفن المحلي في أوقات الحاجة»، بينما كان موقفه «نقيًا وكفاحيًا».
أعرب المؤلف الروماني والناسك الأرثوذكسي نيكولاي شتاينهاردت في كتاب للنقد الأدبي والفني صدر في عام 1980 عن إعجابه بتفسير كيميت للفولكلور الروماني، الريفي والحضري، كما هو مذكور في كتاب كيميت لأدب السفر في عام 1976 بعنوان أغنية إلى الطريق القديم. يرى شتاينهاردت أن «مجهود كيميت الكامل» ورسالة حياته مركزة ومفسرة بعنوان الكتاب، وذلك جنبًا إلى جنب مع عنوان رواية كيميت الخيالية أغمض عينيك وسترى المدينة. يقول في تفسيره: «إن الطريق القديم هو الطريق إلى الواقع، إلى الطبيعة، إلى وعي الناس وأعمارهم القديمة، والأبدية، والثقافية، وهو حازم ومسؤول في الحاضر أيضًا. أغمض عينيك أمام السطحية، وأمام تجارة التجزئة، وأمام أعمدة "في الأخبار الأخرى" وأمام كل الأدوات التي قد تغريك، وتخدعك، وتجذبك وتكذب عليك، وأمام كل مضايقة، وأكاذيب متسرعة، وخرز زجاجي مشوب أو لامع في معارض المقاطعة، وسترى الواقع الحقيقي، الشعري والدائم، لمساحتك والأشخاص الذين يسكنونها، والهياكل الأساسية، والأعمدة، والتيجان».
يجادل شتاينهاردت بأن زميله الكاتب قد ساعد الجمهور على إجراء مقارنات بين مبادئ السريالية والميول الطبيعية في الفن الشعبي: «إن الاستنتاج، في اعتقادي، الذي لا مفر منه بأن السريالية موجودة، والناس فقط يسمونها حقيقة. يدعونا كيميت (ويجبرنا)، من خلال تكليف الوقائع ذات المكانة بسحر الحكايات الخيالية والشعر، على الاعتراف بها على أنها تقع على مستوى نشيط وتعويذي ليس أدنى أبدًا من التخيلات الأكثر حساسية، وأقل درجات التكريم السريالية». يضيف أيضًا: «يكشف العالم نفسه (لكيميت) بكامله، بألوانه الغنية، وفي التعقيد اللامتناهي لقوامه، في إيقاع ثابت وهادئ لمختلف الأنشطة والتأملات المتزامنة مع الأسس النفسية الجسدية للفرد. الطبيعة، وعالم الجماد، وحتى الأزياء أو الآلات الموسيقية تستحضر فيه الأنشطة البشرية، بينما تُفَسَّر طاقات المادة بالمعنى الإنساني، وتتحد مع التطلعات والأحزان الموجودة في النفس البشرية.
اقترح الناقد أيضًا أن مثل هذه الصور في الطريق القديم كانت أفضل من فصل منفصل عن تاريخ الفيلم «من فانتوماس إلى فليني وهاتاري». إن كيميت ليس مرتاحًا حقًا في هذا المجال ويستحق أن يُطلق عليه اسم مكتشف وكاشف الشعر؛ وذلك بغض النظر عن مدى انبهاره بالشاشة، وبغض النظر عن مدى انتقال عدوى شغفه السينيفيلي (الاهتمام العاطفي بالسينما). يكسب كيميت هذه المؤهلات غالبًا عندما يسافر بنفسه، وينطلق إلى قرى البلاد، وورش العمل، والمؤسسات والأركان المخفية من أجل أن يضع أمام أعيننا كنوز واقع الشخص الذي مال الزمن عليه مع تقدم السن؛ ولكنه لم يفقد لا الشجاعة ولا الحكمة القوية أو السحر المتجدد مع كل نظرة جديدة».